# Katalin Tuschák
Katalin Tuschák (* 13. Juni 1959 in Budapest) ist eine ehemalige ungarische Florettfechterin.

## Erfolge
Katalin Tuschák wurde 1987 in Lausanne mit der Mannschaft Weltmeisterin. Im Jahr darauf gehörte sie zur ungarischen Delegation bei den Olympischen Spielen in Seoul und kam im Mannschaftswettbewerb zum Einsatz. In diesem erreichte sie mit der ungarischen Equipe ungeschlagen das Halbfinale, in dem sie Italien mit 3:9 unterlagen. Das Gefecht um den dritten Platz gewann die Mannschaft im Anschluss gegen die Sowjetunion mit 9:2, sodass Tuschák gemeinsam mit Zsuzsanna Jánosi, Edit Kovács, Gertrúd Stefanek und Zsuzsanna Szőcs die Bronzemedaille erhielt.